# مناجيات المهبل

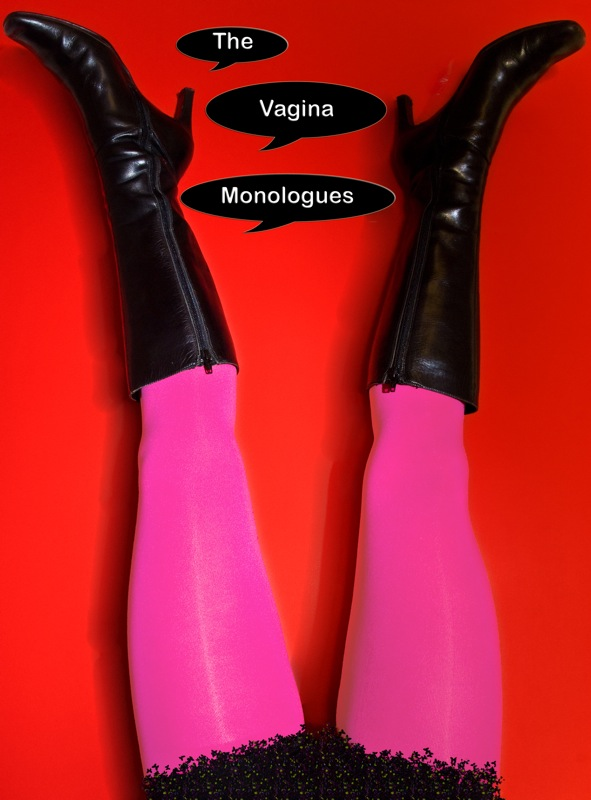

مُناجَيَات المهبل (بالإنجليزية: The Vagina Monologues ذا فاجينا مونولوجيز)‏ هي مسرحية مكونة من حلقات كتبتها إيف إنسلر. جُهزت وعرضت في مسرح مركز هير للفنون التابع لشركة أوف أوف برودواي للإنتاج المسرحي، ثم عرضت مرة أخرى في مسرح ويست سايد التابع لمسارح أوف برودواي. تبحث هذه المسرحية في التجارب الجنسية الممارسة بالتراضي أو بالإكراه، وفي مفهوم تصور الجسد وتشويه الأعضاء التناسلية والتناسل والصحة المهبلية والدورات الشهرية والعمل في مجال الجنس ومواضيع أخرى عديدة، وذلك من خلال أعين نساء من مختلف الأعمار والأعراق والاهتمامات الجنسية واختلافات أخرى.
وصف الناقد تشارلز إشروود من صحيفة ذا نيو يورك تايمز هذه المسرحية بأنها: «قد تكون أكثر قطع الأدب السياسي أهمية في العقد الماضي».
في عام 2018 قالت عنها صحيفة نيو يورك تايمز: «لم يكن لأي ساعة من المسرح المعاصر أن تملك تأثيرًا أكبر حول العالم» في مقالة بعنوان «العمل العظيم مستمر: أفضل 25 مسرحية أمريكية منذ آنجلز إن أمريكا».
ظهرت إنسلر بدور البطولة أساسًا في كل من افتتاح هير والعرض الأول في برودواي، والذي كان من إنتاج كل من ديفيد ستون ونينا إسمان ودان ماركلي ومجموعة أراكا وويلا شاليت ومسرح ويست سايد. عندما تركت المسرحية، أعيد توزيع الأدوار مع إضافة 3 متحدثات من المشاهير. عُرضت هذه المسرحية على المستوى الدولي، وأُنتجت نسخة تلفزيونية من بطولة إنسلر من قبل شركة إتش بي أو للإنتاج التلفزيوني. في عام 1998، أطلقت إنسلر بالتعاون مع أطراف أخرى من ضمنها المنتجة ويلا شاليت من شركة ويست سايد للإنتاج المسرحي حركة عالمية غير ربحية باسم «في داي»، جمعت أكثر من 100 مليون دولار للمجموعات العاملة على إنهاء العنف ضد النساء من خلال أرباح مسرحية ذا فاجينا مونولوغز.
في عام 2011، ربحت إنسلر جائزة إيزابيل ستيفنسون في حفل جوائز توني الخامس والستين، والذي يكافئ الشخصيات من المجتمع المسرحي التي قدمت مساهمة كبيرة من الوقت والجهد الطوعيين نيابة عن منظمات إنسانية أو خدمية اجتماعية أو خيرية. تلقت إنسلر هذه الجائزة مكافأة على تشكيلها لحركة في داي غير الربحية التي تجمع الأموال وتثقف المجتمع حول العنف ضد جميع النساء والفتيات، وتعمل على وضع حد لهذا العنف.

## ملخص الحبكة
مسرحية ذا فاجينا مونولوغز مكونة من عدة حوارات ذاتية شخصية (مونولوغات) تقرأها مجموعة متنوعة من النساء. بداية نفذت إيف إنسلر جميع المونولوغات بمفردها، وفي العروض اللاحقة ظهرت ثلاث ممثلات أخريات، وتضمنت النسخ الأحدث من المسرحية ممثلة مختلفة لكل دور. يناقش كل حوار ذاتي جانبًا من التجربة الأنثوية، متطرقًا إلى قضايا مثل النشاط الجنسي والعمل في مجال الجنس وتصور الجسد والحب والاغتصاب والدورة الشهرية وتشويه الأعضاء التناسلية الأنثوية والعادة السرية والولادة والنشوة الجنسية والأسماء العديدة الشائعة للمهبل أو ببساطة وجوده كجانب جسدي من الجسم. يعتبر المهبل كأداة لتقوية الموقف الأنثوي طابعًا شائعًا ومتكررًا خلال المسرحية، وهو التجسيد الأقصى للتفرد الأنثوي.
تتضمن بعض المونولوغات ما يلي:
- كنت في الثانية عشر من العمر، صفعتني والدتي: وصف حال الكثير من الفتيات والنساء الشابات في فترة حدوث الدورة الشهرية الأولى.
- الشعر: في هذا المقطع تناقش امرأة خيانة زوجها لها بسبب رفضها إزالة شعر عانتها، وتسمح لنفسها في النهاية أن ترى أن إزالة شعر العانة من عدمه لا يجب أن يكون أمرًا مهمًا، وأن هذا الشعر موجود لسبب مفيد.
- مهبلي الغاضب: في هذا المقطع، تتذمر امرأة بشكل فكاهي حول الأعباء التي تلحق بالمهبل، مثل دوش غسيل المهبل والسدادات القطنية والأدوات الطبية المستخدمة من قبل أطباء النسائية والتوليد.
- مهبلي كان قريتي: وهو مونولوغ مجموع من شهادات نساء من البوسنة تعرضن للاغتصاب في المخيمات.
- ذا ليتل كوتشي سنورتشر ذات كود: في هذا المقطع تتذكر امرأة تجارب جنسية صادمة من طفولتها والتجربة التي وصفتها بالعلاج الإيجابي خلال سنوات مراهقتها مع سيدة أكبر سنًا. أثار هذا المقطع بالتحديد ضجة كبيرة والكثير من الجدل والانتقادات بسبب محتواه، كان خلال روبرت سووب من أشهر هذه الحوادث. في النسخة الأصلية يكون عمر الفتاة 13 سنة، لكن النسخ اللاحقة غيرت عمرها إلى 16. كما تضمن النص الأصلي عبارة «إن كان الذي حدث اغتصابًا، فقد كان اغتصابًا جيدًا» لكن هذه الجملة حذفت في النسخ اللاحقة.
- المرأة التي أحبت إسعاد المهابل: في هذا المقطع تناقش بائعة هوى مثلية التفاصيل المشوقة لمجال عملها وحبها لإعطاء النساء متعة. في الكثير من النسخ للمسرحية يأتي هذا المقطع في النهاية، وصولًا إلى نشوة في الختام من خلال محاكاة صوتية لنشوة جنسية ثلاثية.
- لأنه أحب النظر إليه: في هذا المقطع تصف امرأة كيف ظنت في البداية أن مهبلها قبيح وكانت محرجة من التفكير به حتى، لكنها غيرت رأيها بعد تجربة جنسية مع رجل اسمه بوب أحب إمضاء ساعات في النظر إلى مهبلها.
- كنت هناك في الغرفة: في هذا المونولوغ تصف إيف إنسلر ولادة حفيدتها بتفاصيل تصويرية دقيقة وتعجب إيجابي.

في كل عام يضاف مونولوغ جديد للإضاءة على مشكلة حالية تصيب النساء حول العالم. في عام 2003 على سبيل المثال كتبت إنسلر حوارًا ذاتيًا جديدًا باسم تحت البرقع يدور حول حال النساء في أفغانستان تحت حكم طالبان. في عام 2004 كتبت إنسلر أيضًا حوارًا ذاتيًا بعنوان ضربوا ابني ليخرجوا الفتاة منه.. أو هكذا حاولوا بعد مقابلة مجموعة من النساء التي اختلفت هويتهن الجنسية عن الجنس البيولوجي المحدد عند الولادة. في كل عام في يوم في داي، تجرى آلاف العروض المحلية الخيرية من أجل جمع التبرعات للجمعيات المحلية ومآوي المشردين ومراكز الأزمات للعمل على إنهاء العنف ضد النساء.

## الدعم
في مقالة منشورة في مجلة ساينز تبدأ كريستين إم. كوبر بالإشادة بمسرحية ذا فاجينا مونولوغز على العروض المسرحية الخيرية التي أجريت خلال الأعوام الست الأولى (1998 – 2004). جمعت هذه العروض أكثر من 20 مليون دولار، ذهبت نسبة 85% منها للمنظمات الشعبية التي تحارب العنف ضد النساء.

## الانتقاد

### انتقاد روبرت سووب
في عام 2000، كتب المساهم المحافظ في صحيفة ذا هويا التابعة لجامعة جورج تاون روبرت سووب مقالًا ينتقد به المسرحية. أشار إلى وجود تناقض بين نشر الوعي حول موضوع الاغتصاب في يوم في داي من جهة، والمقطع الذي تتذكر به الامرأة البالغة ما حدث لها عندما كان عمرها 13 عامًا، إذ قدمت لها امرأة تبلغ 24 عامًا الكحول وأقدمت على اغتصابها قانونيًا، واصفة هذا الأمر بأنه تجربة إيجابية علاجية، منهية المقطع بعبارة «كان اغتصابًا جيدًا». أدى الاعتراض الصادر عن مؤيدي المسرحية إلى إقالة سووب من كادر صحيفة ذا هويا، قبل عرض المسرحية حتى. كان سووب قد انتقد سابقًا المسرحية في مقال سابق كتبه بعنوان «مركز جورج تاون للنساء: مرفق لا غنى عنه أم إنفاق غير ضروري؟». حصل خبر فصل سووب على تغطية ناقدة ضمن مقالات افتتاحية في عدة صحف مثل ذا وول ستريت جورنال وسالون وناشونال ريفيو وذا أتلانتيك الشهرية وذا واشنطن تايمز وذا ويكلي ستاندارد بالإضافة إلى تغطية من ويندي ماكيلروي من موقع آي فيمينيستس.

## اقتباسات فنية
- في 2004 تم اعتمادها كمسرحية فرنسية من بطولة ميمونة جوي